# Brandon, Warwickshire
Brandon är en ort i Storbritannien.   Den ligger i grevskapet Warwickshire och riksdelen England, i den södra delen av landet, 130 km nordväst om huvudstaden London. Brandon ligger 84 meter över havet och antalet invånare är 8 440.
Terrängen runt Brandon är platt. Runt Brandon är det ganska tätbefolkat, med 248 invånare per kvadratkilometer. Närmaste större samhälle är Coventry, 8,0 km väster om Brandon. Trakten runt Brandon består till största delen av jordbruksmark.